# Wachirawit Ruangwiwat
Wachirawit Ruangwiwat (วชิรวิชญ์ เรืองวิวรรธน์), noto anche con lo pseudonimo di Chimon (Bangkok, 15 gennaio 2000), è un attore e conduttore televisivo thailandese.

## Filmografia

### Cinema
- Ghost Ship, regia di Achira Nokthet (2015)
- Sweet Boy, regia di Niroon Limsomwong e Sathanapong Limwongthong (2016)
- Ton dai took tee - cortometraggio (2017)[1]
- SisterS (2019)

### Televisione
- Run phi Secret Love - serie TV, 8 episodi (2016)
- My Dear Loser - Rak mai aothan - serie TV, 10 episodi (2017-2018)
- Please... sieng riek winyarn - serie TV, 6 episodi (2017)
- YOUniverse - Chakkrawan thoe - webserie, 4 episodi (2018)
- Love Songs Love Series - serie TV, 4 episodi (2018)
- The Gifted - Nak rian phalang kif - serie TV, 13 episodi (2018)
- Happy Birthday - serie TV, 13 episodi (2018)
- Our Skyy - Yak hen thong fah pen yang wan nan - miniserie TV, 1 episodio (2018)
- He's Coming To Me  - miniserie TV, 8 episodi (2019)
- Samee See Thong (2019)
- BLACKLIST (2019)

## Programmi televisivi
- Rod rong rian (GMM 25, 2018)
- Beauty & The Babes Soo Taai My First Date (YouTube/Line TV, 2018)